# 豪徳寺

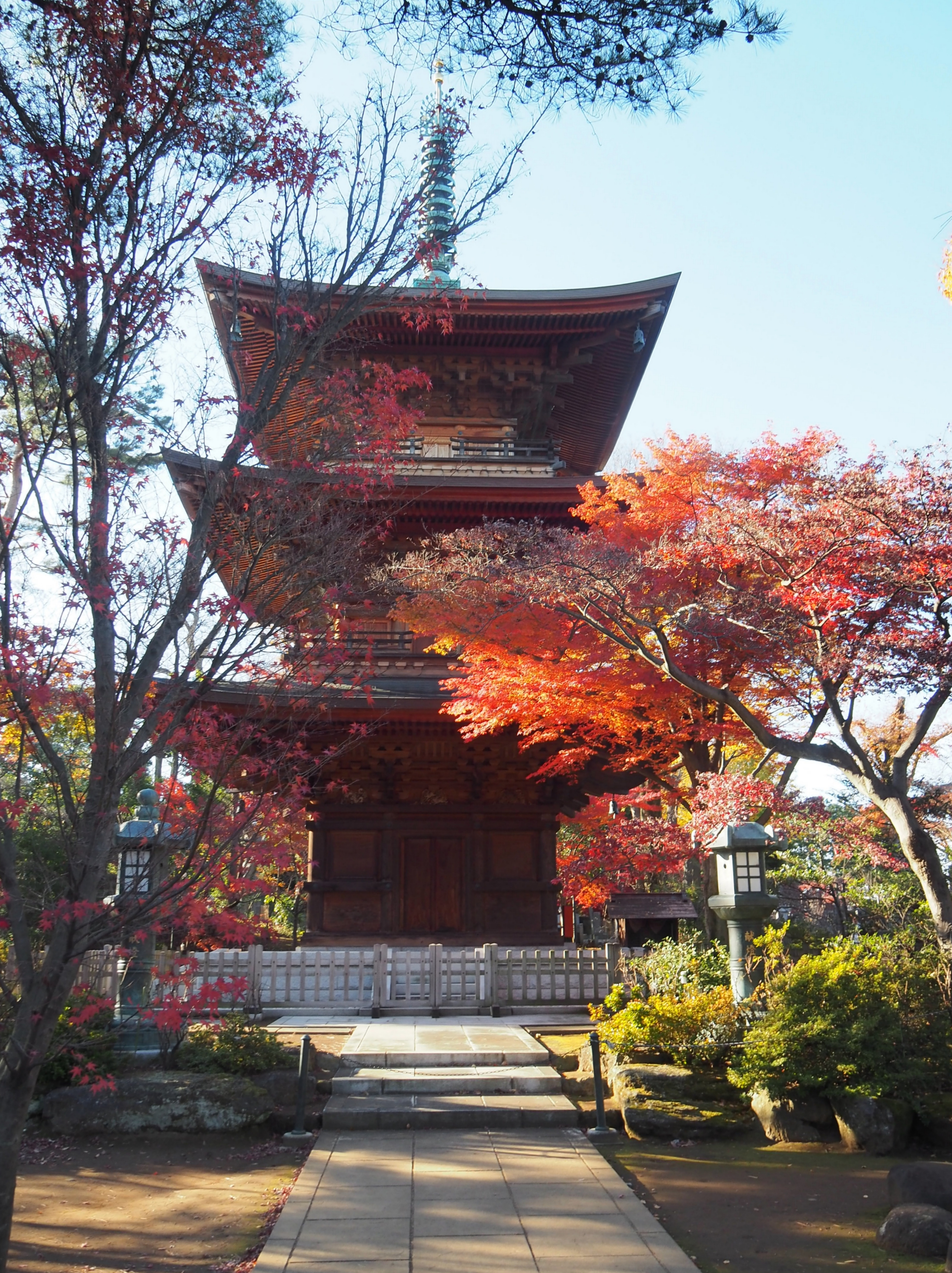
三重塔

豪徳寺（ごうとくじ）は、東京都世田谷区豪徳寺二丁目にある曹洞宗の寺院。元は臨済宗。山号は大谿山（だいけいざん）。一説には招き猫発祥の地とされる。

## 歴史
本寺付近は、中世の武蔵吉良氏が居館とし、天正18年（1590年）の小田原征伐で廃城となった世田谷城の主要部だったとされる。
文明12年（1480年）、世田谷城主・吉良政忠が伯母で頼高の娘である弘徳院のために「弘徳院」と称する庵を結んだ。当初は臨済宗に属していたが、天正12年（1584年）に曹洞宗に転じる。他に、重臣の關口刑部家一族の墓所が存在しているようだ。
寛永10年（1633年）、彦根藩主・井伊直孝が井伊家の菩提寺として伽藍を創建し整備した。寺号は直孝の戒名である「久昌院殿豪徳天英居士」による。
平成18年（2006年）に猫の彫り物が施された三重塔が新たに建立された。

## 文化財・施設

### 文化財
彦根藩主井伊家墓所（国の史跡）
- 清凉寺（滋賀県彦根市）・永源寺（東近江市）の墓所と共に指定。
- 井伊直弼墓（東京都指定史跡）

仏殿（世田谷区指定有形文化財）
- 井伊直孝の娘・掃雲院が直孝の菩提を弔うため、延宝5年（1677年）に建立。

仏殿木像5躯（世田谷区指定有形文化財）
仏殿同様、延宝5年（1677年）、仏師・松雲元慶の作。
- 大権修利菩薩像
- 弥勒菩薩像
- 釈迦如来像
- 阿弥陀如来像
- 達磨大師像

梵鐘（世田谷区指定有形文化財）
- 延宝7年（1679年）、近江大掾藤原正次の作。

### その他の仏閣
（この節の出典：）
開祖堂
- 平成11年（1999年）11月に落慶。宗関大和尚椅像（当寺開山）、秀道大和尚椅像（当寺中興開山四世）、承陽大師（道元）椅像、常済大師（瑩山）椅像、聖徳太子椅像、及び歴代住職、藩主の位牌を安置する。

地蔵堂
- 令和2年（2020年）9月に落慶。地蔵菩薩半跏像が安置されている。

招福殿
- 多くの参詣者が家内安全、商売繁盛、開運招福を願い訪れる。圧巻は奉納した大小さまざまな招福猫児。昭和16年に建立され、令和4年に改修された。

### その他の施設
墓地
- 井伊直安の墓（井伊家墓所外）
- 櫻田殉難八士之碑（桜田門外の変にて井伊直弼を警護して殉死した彦根藩士8名の慰霊碑）
- 岡本黄石の墓
- 日下部鳴鶴の墓
- 河手主水（武節貫治）の墓（彦根藩士）
- 葦原金次郎の墓（無縁となり、墓所は改修されて現存はしない）
- 吉江喬松の墓
- 中村吉蔵の墓
- 衛藤即応の墓
- 中島健蔵の墓
- 中島泰蔵の墓
- 堀悌吉の墓
- 香取秀真の墓
- 木俣修の墓
- 大岡蔦枝（家政・料理・教育学者、小説家・大岡昇平の叔母で小説『叔母』のモデル）の墓
- 秋山邦彦（競技バイクレーサー、松竹映画『妻の勲章』で高橋貞二のスタント担当中に事故死）の墓
- 八木岡春山（日本画家、昭和10年（1935年）、高松宮妃に日本画を進講）の墓

施設の紹介
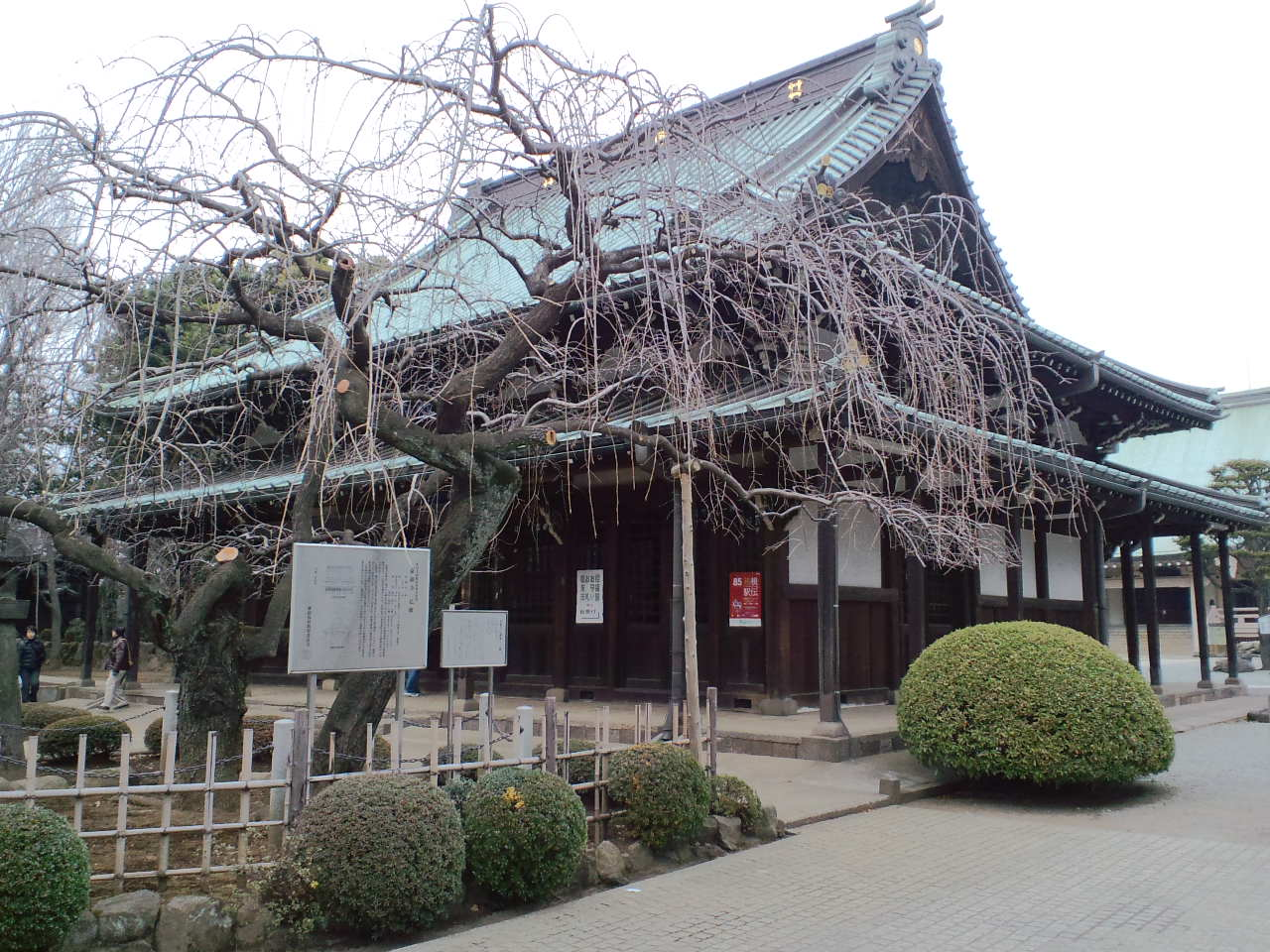
仏殿
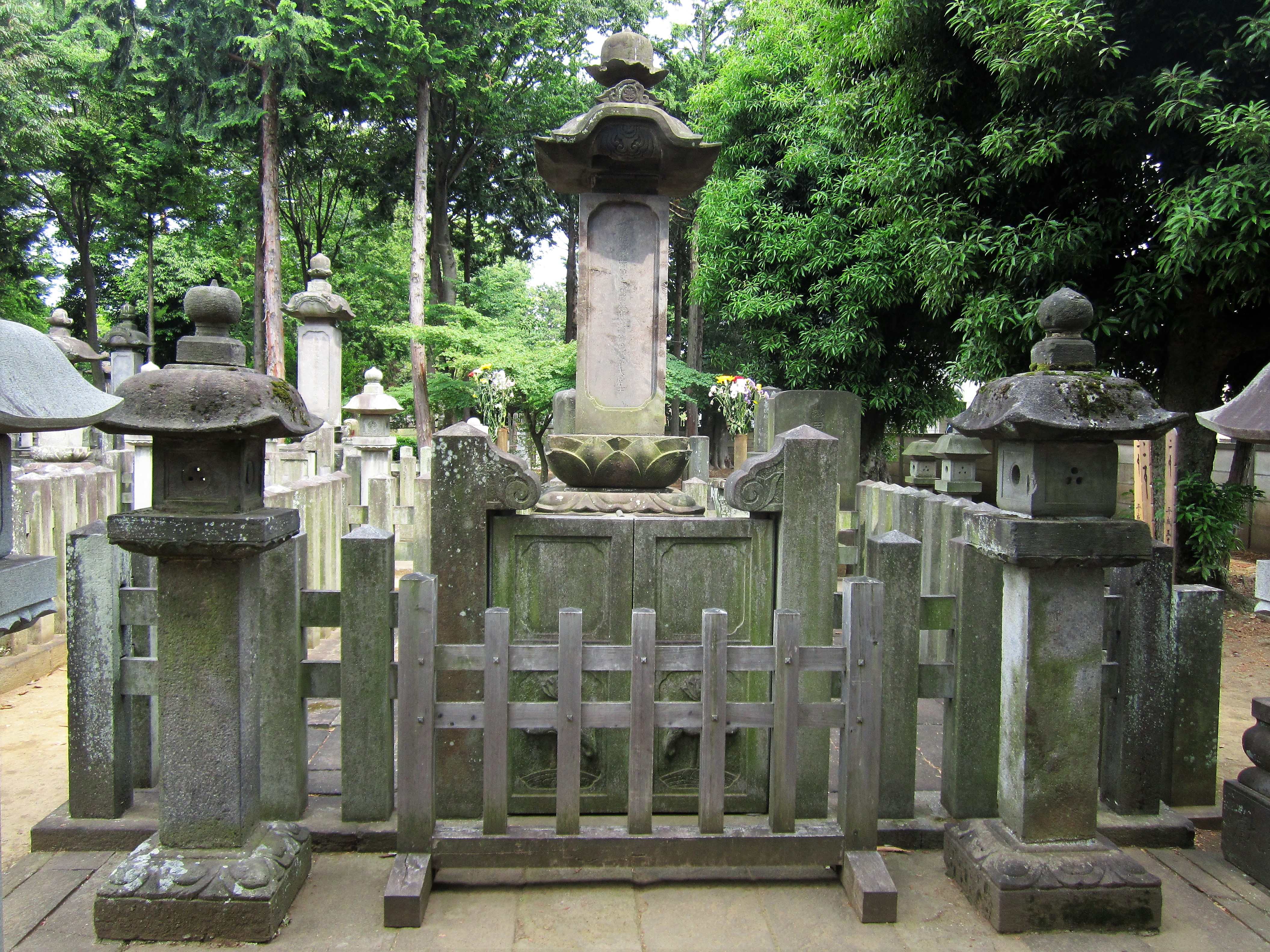
井伊直弼墓
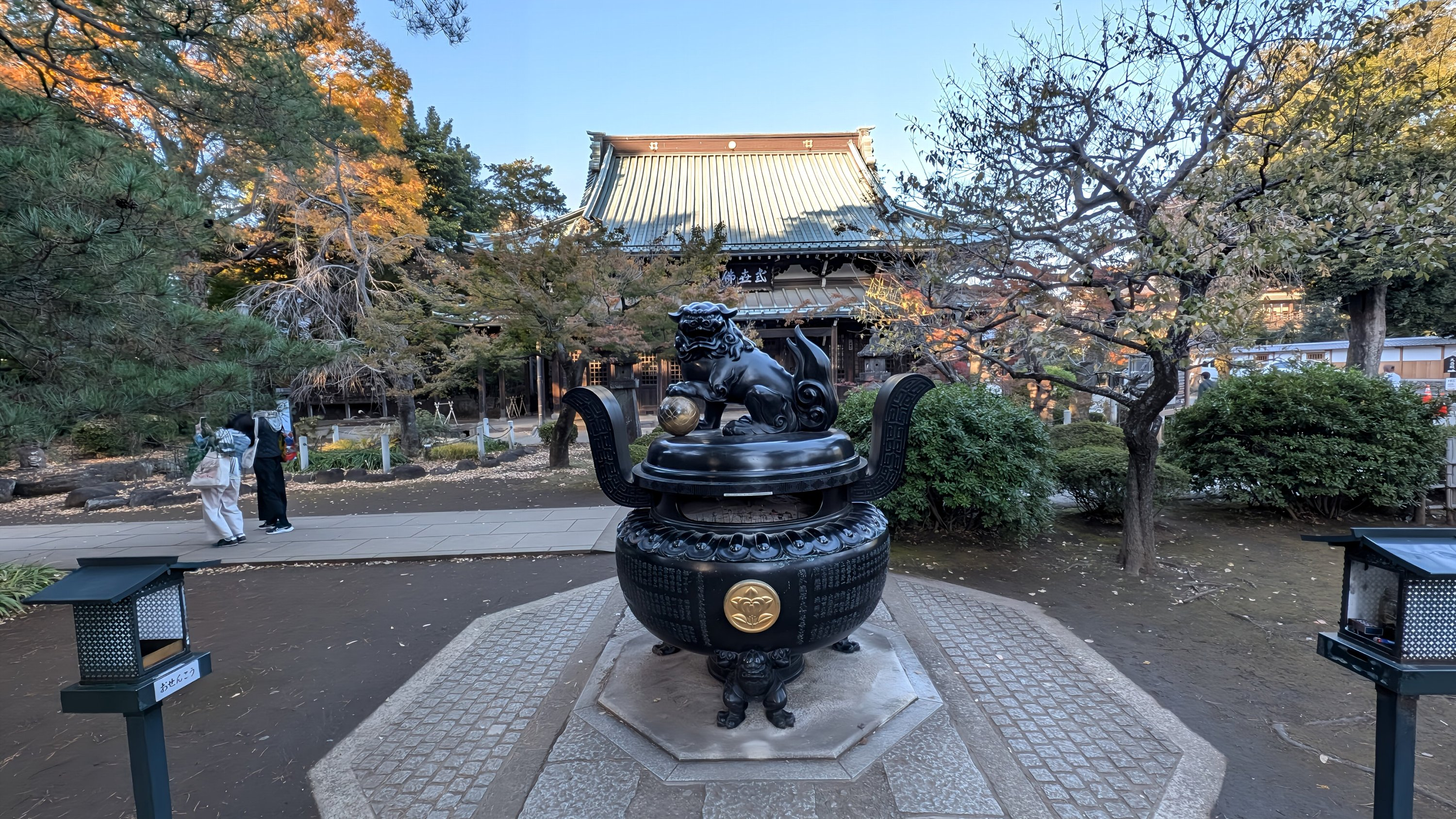
香炉・狛犬
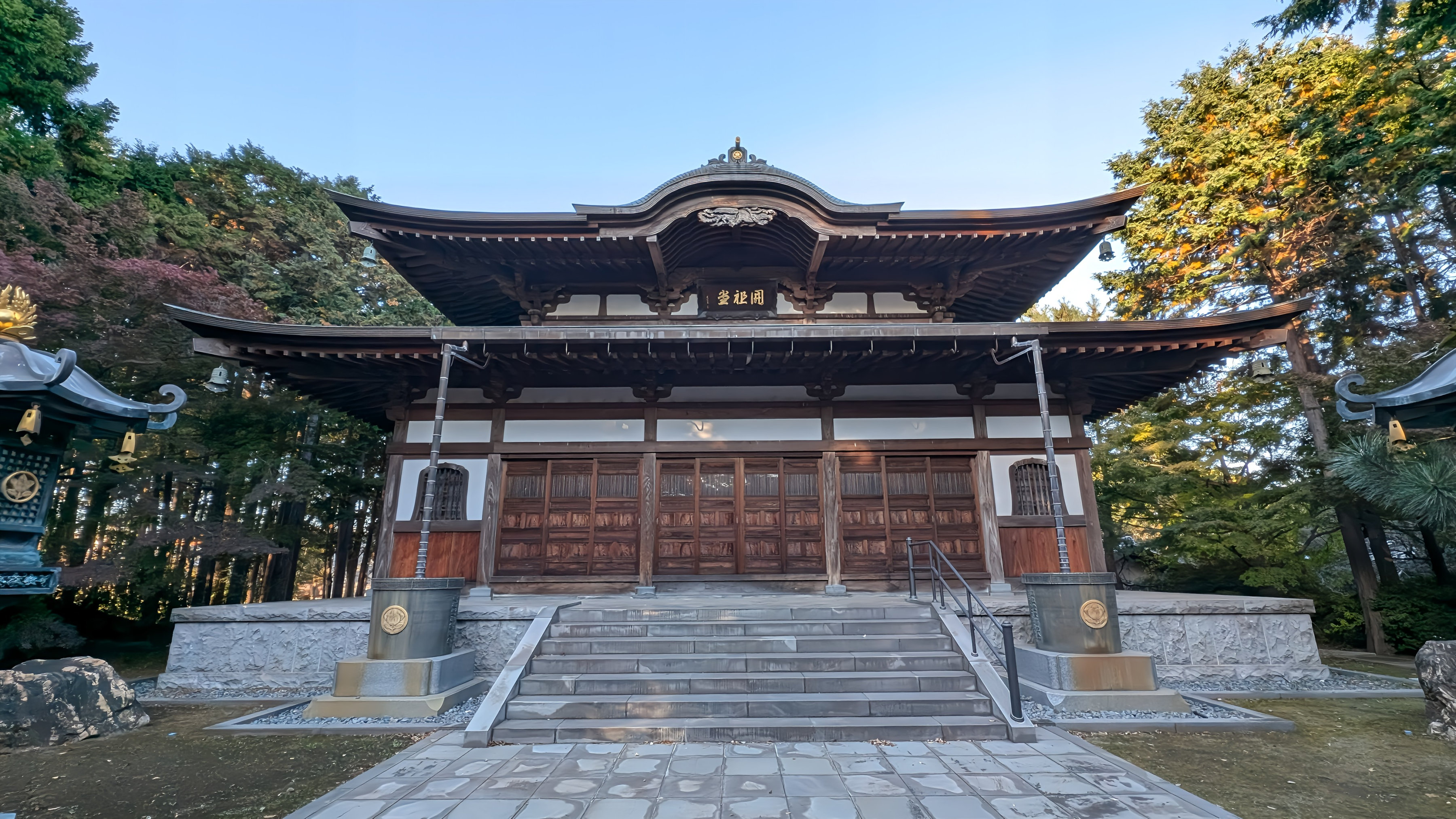
開祖堂（平成11年11月落慶）
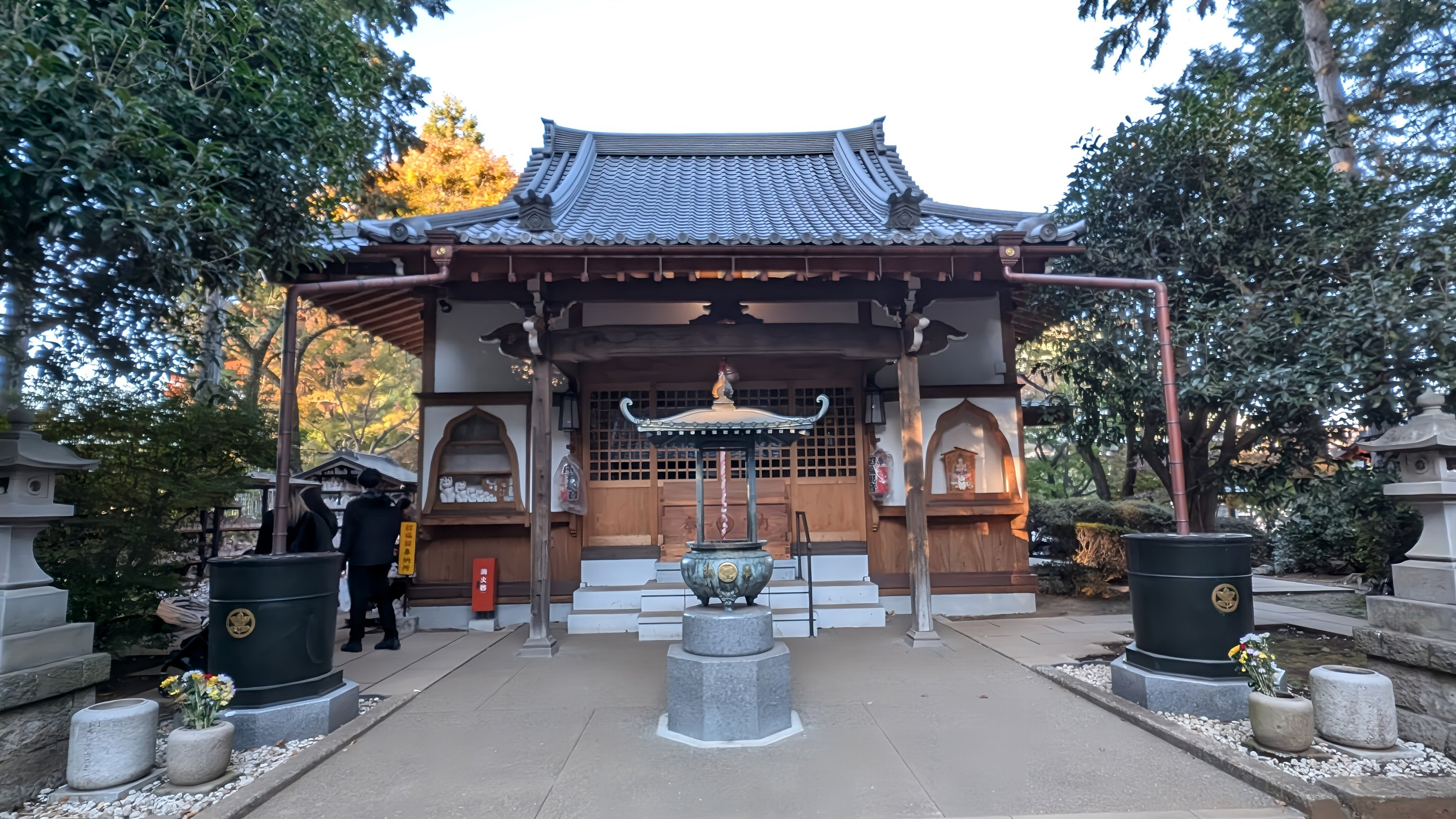
招福殿（左側に招福猫児）
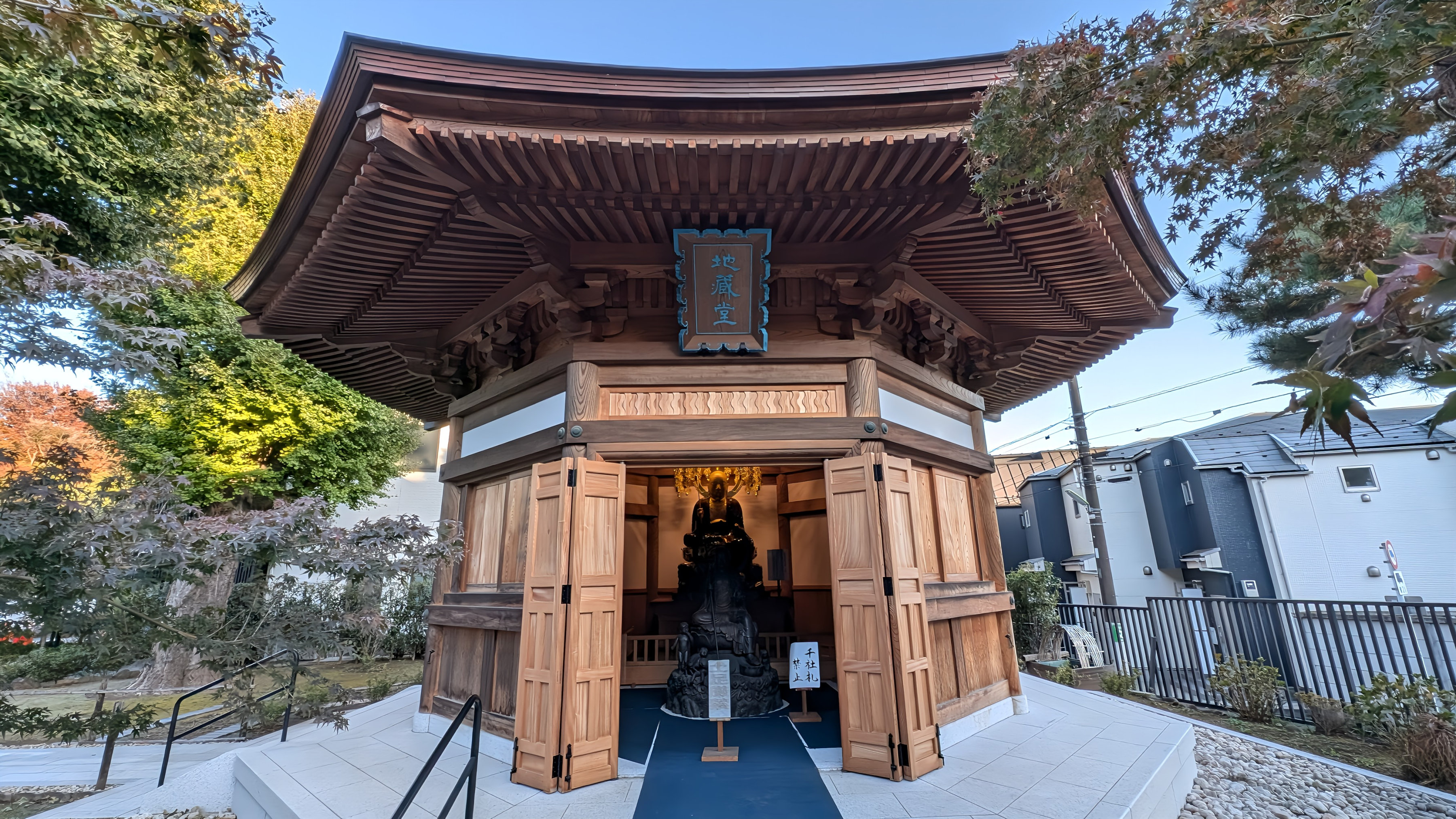
地蔵堂（令和2年9月落慶）
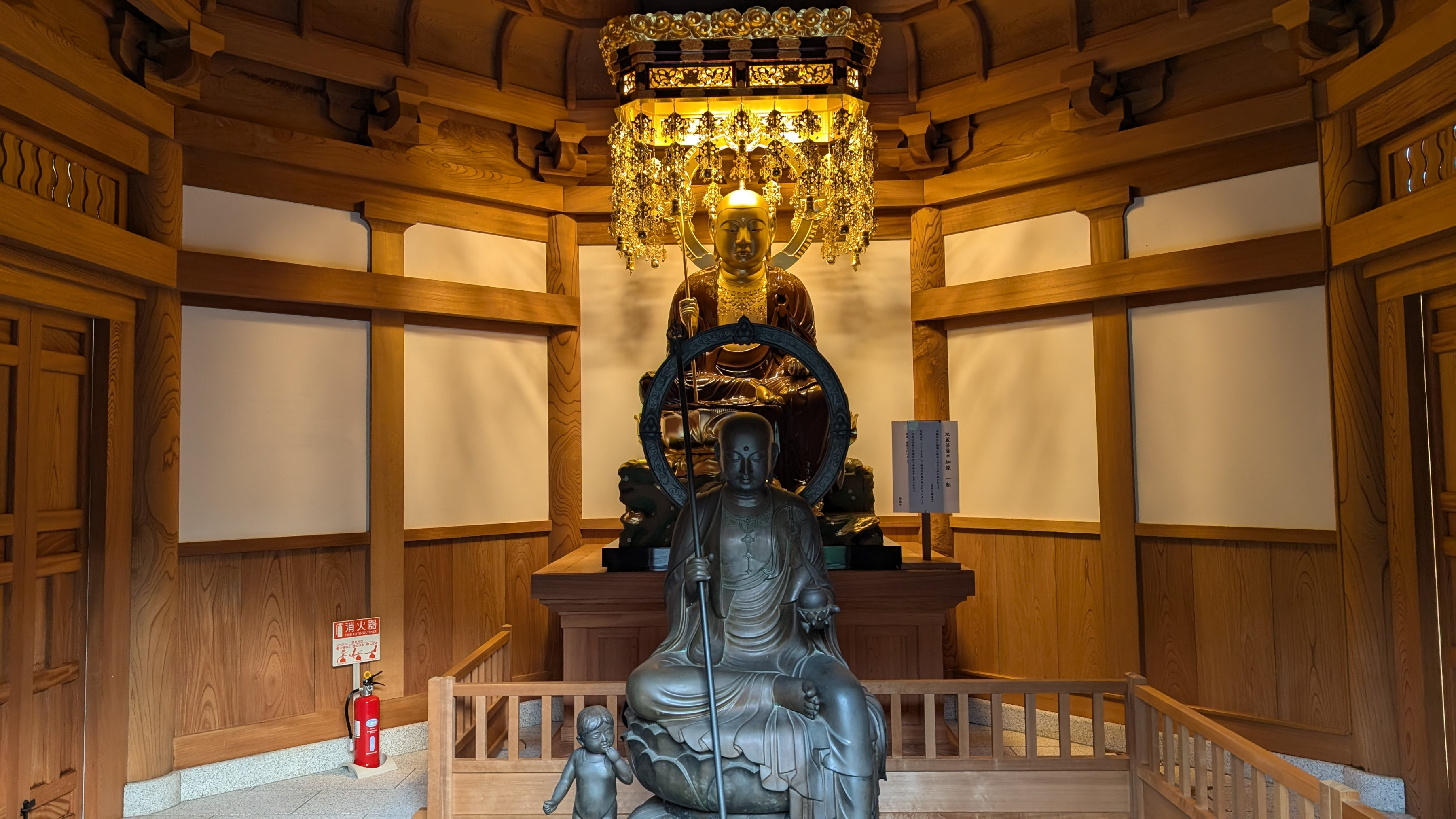
地蔵菩薩半跏像

## 招き猫伝説

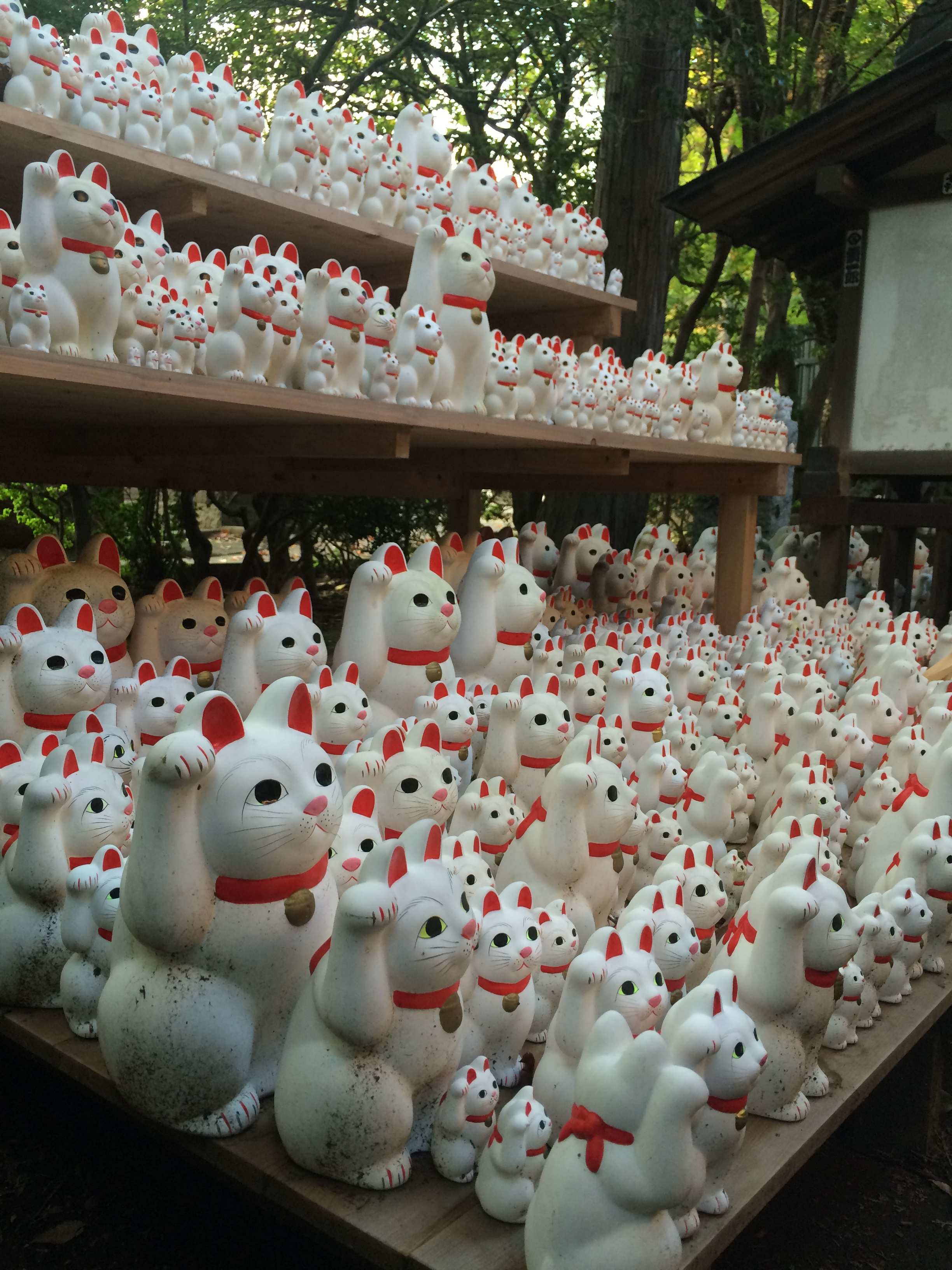
招福猫児

招き猫発祥の地とする説がある。井伊直孝が猫により門内に招き入れられ、雷雨を避け、和尚の法談を聞くことができたことを大いに喜び、後に井伊家御菩提所としたという。
豪徳寺では「招福猫児（まねぎねこ）」と称し、招猫観音（招福観世音菩薩、招福猫児はその眷属）を祀る「招猫殿」を置く。招猫殿の横には、願が成就したお礼として、数多くの招福猫児が奉納されている。ちなみに、招福猫児は右手を上げており、小判などを持たない素朴な白い招き猫である。

## 交通アクセス
- 小田急小田原線 豪徳寺駅から徒歩で約10分。
- 東急世田谷線 宮の坂駅から徒歩で約5分。